# Petre Becheru
Petre Becheru (Drăgănești-Vlașca község, 1960. május 16. –) olimpiai bajnok román súlyemelő.